# Memecylon teitense
Memecylon teitense là một loài thực vật thuộc họ Melastomataceae. Đây là loài đặc hữu của Kenya.